# Flight of the Phoenix
Flight of the Phoenix is een Amerikaanse actie-thriller uit 2004 onder regie van John Moore. Het is een remake van The Flight of the Phoenix uit 1965.

## Verhaal
Piloot Frank Towns (Dennis Quaid) moet in Mongolië een groep mensen evacueren van een olieplatform. Wanneer ze terugvliegen, komen ze terecht in een zandstorm en het vrachtvliegtuig stort neer in de Gobiwoestijn. Een van de passagiers is de mysterieuze vliegtuigontwerper Elliott (Giovanni Ribisi). Hij komt op het idee om met de onderdelen van het neergestorte vliegtuig een nieuw vliegtuig te bouwen. De tijd dringt alleen wel, want de voorraad water en voedsel is beperkt.

## Rolverdeling
- Dennis Quaid - Frank Towns
- Tyrese Gibson - A.J.
- Giovanni Ribisi - Elliott
- Miranda Otto - Kelly Johnson
- Tony Curran - Alex Rodney
- Kirk Jones - Jeremy
- Jacob Vargas - Sammi
- Hugh Laurie - Ian
- Scott Michael Campbell - James Liddle
- Kevork Malikyan - Rady

## Prijzen en nominaties
- Irish Film and Television Award
  - Genomineerd: Beste cinematograaf (Brendan Galvin)
- Taurus World Stunt Award
  - Genomineerd: Beste stuntman (Bob Brown)